# Cruciuliță de munte

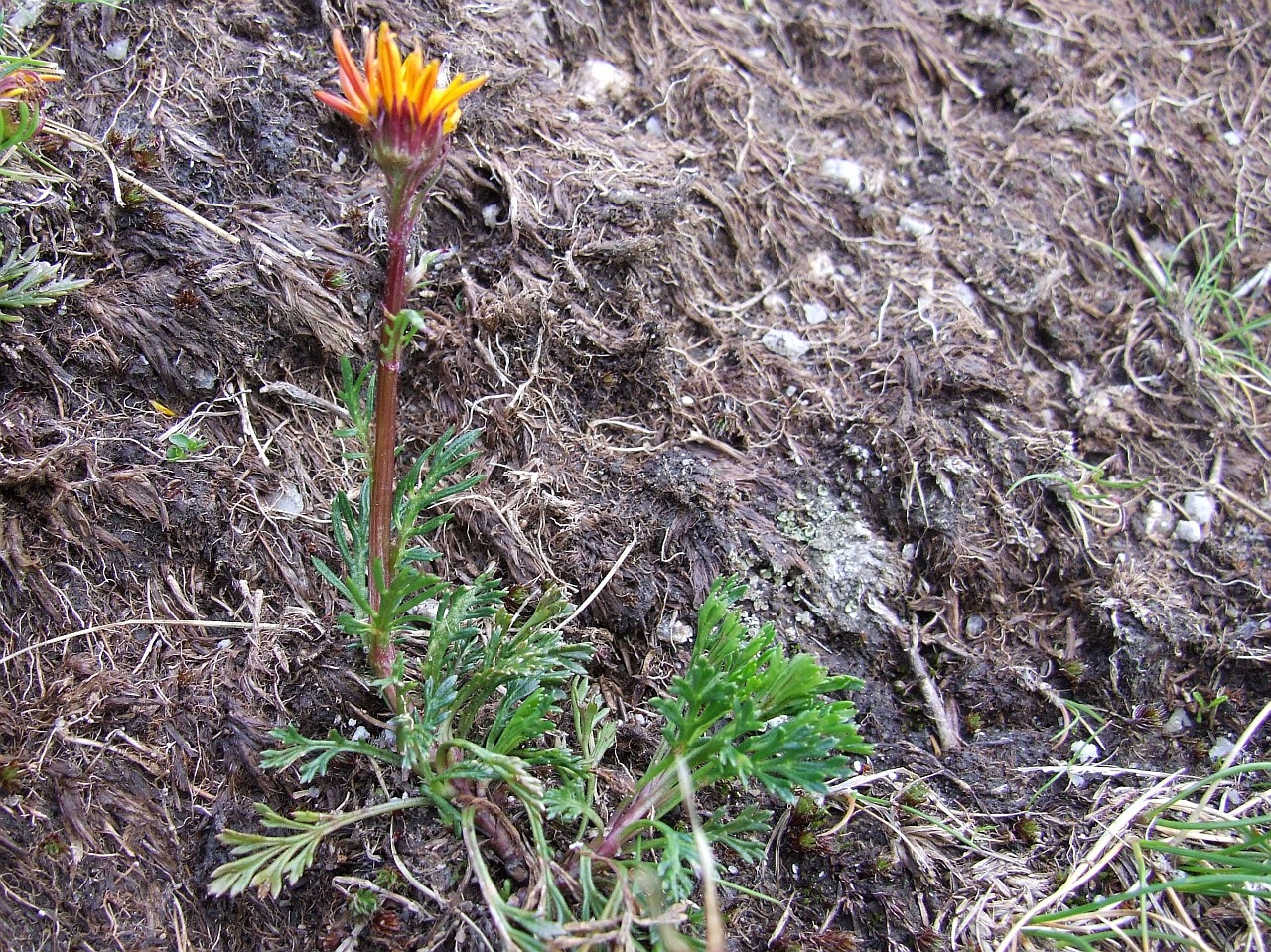
Cruciulița de munte

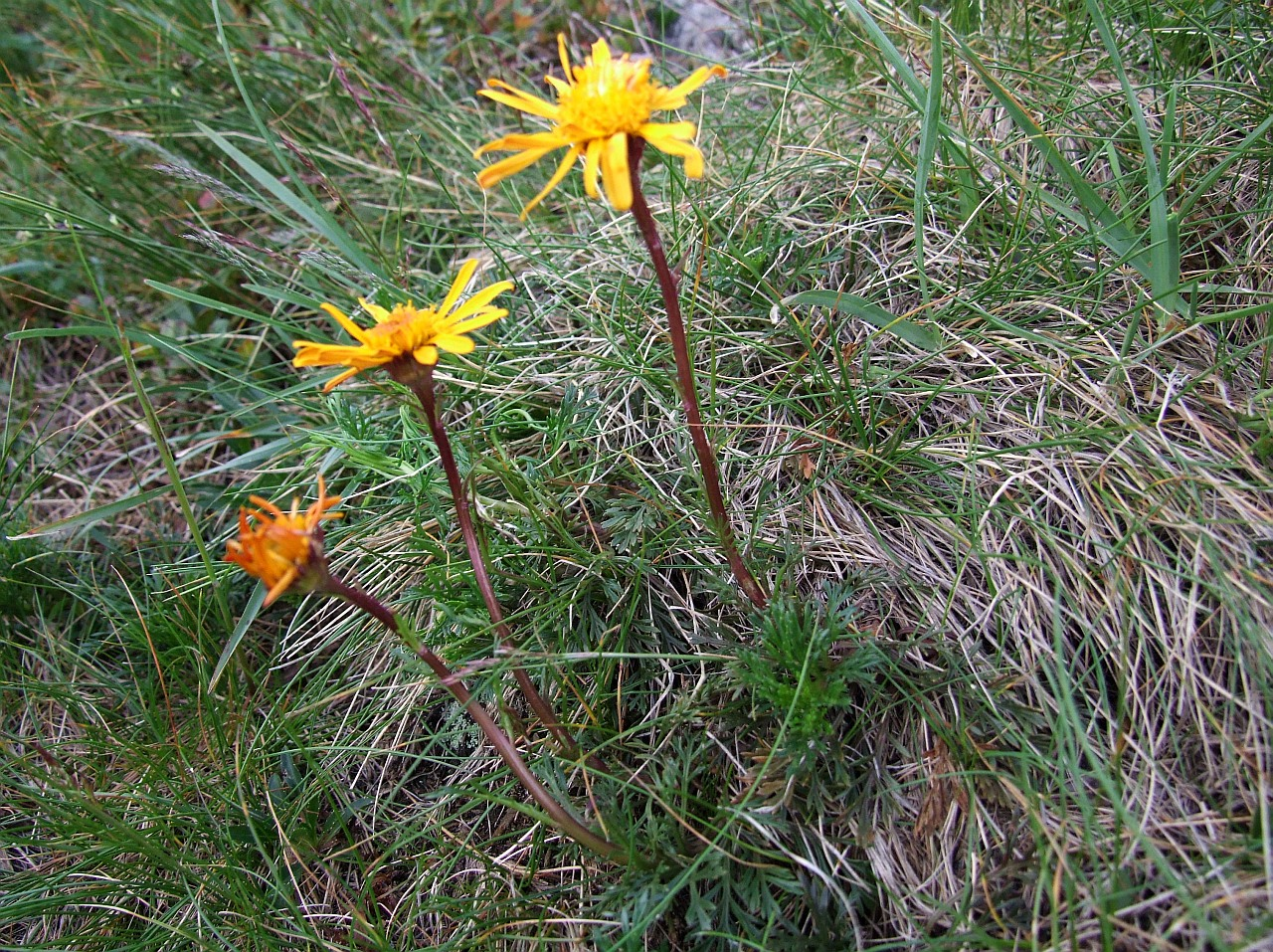
Senecio carpaticus

Cruciulița de munte (Senecio carpaticus) este o plantă din familia Asteraceae, subfamilia Asteroideae.

## Descriere
Tulpina este scundă și frunzoasă, de culoare roșiatică. Tulpina are 50-200 mm și în partea superioară are un singur capitul, cu diametrul de aprox. 30mm, în mijloc cu flori tubuloase, galbene, pe margini cu flori galben-aurii sau portocalii ce poartă ligule întinse orizontal sub formă de stea. Înflorește în lunile iulie-august.
Frunzele sunt spintecate adânc. Cele de la baza tulpinii au codițe lungi, cele de pe tulpină sunt mai mici și mai înguste.

## Răspândire
În România crește în munții Carpați, prin locuri ierboase și pietroase.